# Karin Jagd
Karin Birgitte Bolten Jagd (født 21. marts 1957 i København) er en dansk skuespiller, datter af Palle Bolten Jagd.
Jagd begyndte sin karriere på Nørrebros Teater i 1977 som danser og statist i musicalen Gigi. I løbet af de næste mange år havde hun en række opgaver indenfor børne- og voksenteater, ligesom hun var med i sommerrevyer i Randers, Hjørring og Mogenstrup. Sin foreløbig sidste rolle på teatret spillede hun i 1998 i komedien Ismand, Ismand. Siden er hun blevet kendt fra tv, hvor hun var vært i børneprogrammet Lågen i bogen på TV 2 og har medvirket i julekalenderne Skibet i Skilteskoven, Jul i Juleland og Alletiders nisse. De senere år har Jagd arbejdet som selvstændig erhvervsdrivende i firmaet Gizmo Cast, hvor hun caster skuespillere til film og teater. Hun har også castet deltagerne til de årlige udgaver af TV3's Robinson Ekspeditionen fra 1998-2005.
Hun er gift med skuespilleren Martin Miehe-Renard og har tre børn.

## Filmografi
- Elvis Hansen - en samfundshjælper (1988)
- MGP Missionen (2013)

### Tv-serier
- Skibet i Skilteskoven (1992)
- Jul i Juleland (1993)
- Alletiders nisse (1995,2006)
- Olsenbandens første kup (1999)